# Cambarincola shoshone
Cambarincola shoshone är en ringmaskart som beskrevs av Hoffman 1963. Cambarincola shoshone ingår i släktet Cambarincola och familjen Cambarincolidae. Inga underarter finns listade i Catalogue of Life.